# Trichosiphonaphis cornuta
Trichosiphonaphis cornuta är en insektsart. Trichosiphonaphis cornuta ingår i släktet Trichosiphonaphis och familjen långrörsbladlöss. Inga underarter finns listade i Catalogue of Life.